# Station Čunín
Železniční zastávka Čunín (Nederlands: Spoorweghalte Čunín, Duits vroeger: Tschunin) is een station in de Tsjechische gemeente Konice. Het station is onder beheer van de SŽDC en wordt bediend door stoptreinen van de České Dráhy.
Prostějov hlavní nádraží ↔ Prostějov místní nádraží ↔ Kostelec na Hané ↔ Lutotín ↔ Zdětín u Prostějova ↔ Ptení ↔ Stražisko ↔ Čunín ↔ Křemenec ↔ Konice ↔ Jesenec ↔ Dzbel ↔ Šubířov ↔ Nectava ↔ Chornice